# 光大君享P2P倒閉事件
光大君享P2P倒閉事件發生於2017年初中華人民共和國杭州一帶，屬於一間P2P投資公司兌付違約後倒閉事件涉及約1.5億人民幣以上，但事件特殊處在於該公司長期強烈暗示其與國企中國光大集團有關，但事後光大集團否認與「君享」有任何關係，政府立場和輿論走向則為投資皆有風險社會上無人曾經承諾P2P穩賺不賠。

## 事件
君享金融公司登記訊息為由杭州君享投资管理有限公司，法人姜金军，注册资本为1亿人民幣，股东为自然人张波以及浙江光大金盛资产管理有限公司，工商变更信息显示，2016年8月23日有一次变更，浙江光大出资5,100万，张波出资4,900万。浙江光大股權過半，理論上為實質掌控，也是事件爭議埋下的伏筆。
較早先時段「君享金融」約2016年起大舉營運，其對外募資諸多資料、名片上就顯示其強調與「光大」的關係並明示暗示為國資背景中國光大集團，包含明確的廣告單宣傳標語為「國資股權過半」等口號招攬。但實質較有聯繫的是「浙江光大金盛资产管理公司」該「光大金盛」是否與光大集團有多少關係處於一種社會爭論階段。確定的是光大金盛官網上確實出現過策略聯盟名單中有君享金融，但事發後快速刪除引發議論。
2017年1月4日違約事發，君享公告稱因浙江省衢州市某房地产公司项目逾期无法归还本金及利息，所以違約，啟動司法追債。之後公司主管失聯至今，涉及約5千多投資人和1.5億元投資金倒帳，由於其國資安全等口號諸多投資人是家庭主婦和高齡屆退人員，由於比老年人年輕些所以較接受網路P2P金融等新事物，但又懼怕風險所以選擇這類口號的公司投資，之後數月多人前往君享和光大金盛公司等處上演拉布條和下跪要債等動作，也有人報警認為其非法吸收公眾存款或詐騙等罪。

## 國企背景問題
根據政府工商登記平台天眼查等網頁顯示，此事件的光大系隸屬關係為
中國光大集團 > 浙江光大發展總公司 > 浙江光大商貿實業公司 > 浙江光大金盛资产管理公司 > 君享金融
因此嚴格說來君享有光大集團「曾曾孫公司」的關係，投資人方認為此可視為有關係，所以光大集團要出來賠付所有倒帳錢。但浙江光大发展兼光大金盛的法人代表李令军有不同看法，其受訪表示「对君享金融宣传的国企控股廣告詞不知情，是他们说的，我们没授权也没叫它这么宣传，我都不认识他們，从来没插手君享运营，出了事也跟光大无关。」李令军说：「这个我们不管的，他就是乱宣传。亏了也是他（张波）自己事情，自己的责任和问题，照法律清算破產走」
中國光大集團則發出官網正式公告
| 「光大集团及所属企业从未与杭州君享投资管理有限公司签署过任何投资意向书、投资协议或者与投资相关的其他文件，从未授权或同意浙江光大发展总公司开展与互联网金融相关的任何业务，我们将持续关注事件的进展情况，并保留进一步追究相关机构及人员法律责任的权利」並呼籲投資者自身要注意網路投資風險，風險自負 |

亦有律師表明法律關係的不利性，不談目前這種較遠的間接又間接關係，即使退一步光大集團和君享有高強度直接關聯也沒太多意義，因為投資人簽訂的合約上是否有一條是發生虧損時光大集团會出來賠償所有損失?若沒有這一條，那這便是一個商場上私人投資生意失敗案，沒有人需要賠給任何人錢，君享聲稱跑路的房產公司若真賴債，那也是君享有權控告要債，投資人甚至無權直接訴訟該房產公司。同時諸多P2P許諾誇張的回報額，其實任何人心中都該有準備其背後的高風險。

## 人物背景問題
部分投資人另闢蹊徑，認為以商業糾紛立案終究對自己不利，其發掘出有兩項可疑事件
1. 許多君享投資金去向不明，聲稱投資標的有假一些是投入張波親戚的公司，卻以假名目呈現在財報涉嫌「自融資給自己」[10]。並稱有一位浙江光大的副总匿名承認此事。
2. 張波女兒张普尧留學英國回國後原本是廣播電台實習生，卻幾月後變成君享金融总经理，[11]並對外包裝成90後金融美女總經理，投資歷史卓越等噱頭事發後投資人懷疑其捲款潛逃。

投資人認為兩件事已經構成詐騙罪和非法吸收公眾存款罪，與公安報案，如果事件能以刑事罪立案便能跳脫普通商業糾紛的範圍，有望查封相關人財產要錢，目前案件由杭州市公安局調查真假之中。

## 判罚处刑
被告人丁小雷犯集资诈骗罪，判处无期徒刑，剥夺政治权利终身，并处没收个人全部财产。
被告人张波犯非法吸收公众存款罪，判处有期徒刑五年，并处罚金人民币12万元。